# Iljino (Kaliningrad)
Iljino (russisch Ильино, deutsch Bumbeln, litauisch Bumbulai) ist ein Ort in der russischen Oblast Kaliningrad. Er gehört zur kommunalen Selbstverwaltungseinheit Stadtkreis Gussew im Rajon Gussew.

## Geographische Lage
Iljino liegt neun Kilometer nordöstlich der Stadt Gussew (Gumbinnen) an der Kommunalstraße 27K-153, die Otschakowo (Groß Kannapinnen/Steinsruh) an der Regionalstraße 27A-033 (ex A198)  mit der Regionalstraße 27A-025 (ex R508) südlich von Kubanowka (Brakupönen/Roßlinde) verbindet. Die nächste Bahnstation ist Gussew an der Bahnstrecke Kaliningrad–Tschernyschewskoje der einstigen Preußischen Ostbahn zur Weiterfahrt nach Moskau.

## Geschichte
Das schon im frühen 16. Jahrhundert existente und vor 1945 Bumbeln genannte kleine Dorf war zwischen 1874 und 1945 in den Amtsbezirk Springen (heute russisch: Tamanskoje) eingegliedert. Er gehörte zum Kreis Gumbinnen im Regierungsbezirk Gumbinnen der preußischen Provinz Ostpreußen.
In Kriegsfolge kam Bumbeln im Jahre 1945 mit dem nördlichen Ostpreußen zur Sowjetunion. Das Dorf erhielt 1947 die russische Bezeichnung „Iljino“ und wurde gleichzeitig dem Dorfsowjet Krasnogorski selski Sowet im Rajon Gussew zugeordnet. Von 2008 bis 2013 gehörte Iljino zur Landgemeinde Kubanowskoje selskoje posselenije und seither zum Stadtkreis Gussew.

### Einwohnerentwicklung
| Jahr | Einwohner |
| ---- | --------- |
| 1910 | 195       |
| 1933 | 140       |
| 1939 | 181       |
| 2002 | 46        |
| 2010 | 38        |

## Kirche
Mehrheitlich war die Bevölkerung Bumbelns vor 1945 evangelischer Konfession. Das Dorf gehörte zum Kirchspiel der Kirche Niebudszen im Kirchenkreis Gumbinnen innerhalb der Kirchenprovinz Ostpreußen der Kirche der Altpreußischen Union. Heute liegt Iljino im Einzugsgebiet der in Gussew neu entstandenen evangelisch-lutherischen Gemeinde der Salzburger Kirche. Sie ist Pfarrsitz und umfasst den gesamten östlichen Oblast Kaliningrad. Außerdem ist sie Teil der Propstei Kaliningrad der Evangelisch-lutherischen Kirche Europäisches Russland.